# Flyverstaben
Flyverstaben er én af syv stabe i Værnsfælles Forsvarskommando. Har hjemme i Karup, hvor Hærstaben & Marinestaben også har hjemme.
Flyverstaben er en del af forsvaret.
| Militær | Spire Denne artikel om militær er en spire som bør udbygges. Du er velkommen til at hjælpe Wikipedia ved at udvide den. |